# Асакаси (Аліковський район)
Асака́си (рос. Асакасы, чув. Ассакасси) — село у Чувашії Російської Федерації, у складі Єфремкасинського сільського поселення Аліковського району.
Населення — 112 осіб (2010; 158 в 2002, 347 в 1979, 675 в 1939, 725 в 1926, 588 в 1897, 415 в 1858, 1003 в 1795).
Національний склад (на 2002 рік):
- чуваші — 99 %

## Історія
Засновано ймовірно 17 століття. Історичні назви — Третя Тінсаріна, Троїцьке. До 1724 року селяни мали статус ясачних, до 1866 року — державних, займались землеробством, тваринництвом. Діяв храм Святої Трійці (1785–1935, відновлено з 1989 року). 1876 року відкрито початкове народне училище. На початку 20 століття діяло 3 магазини, 6 вітряків. 1930 року створено колгосп «Оба-Сірма». До 1927 року село входило до складу Туруновської волості Чебоксарського повіту, потім Яндобинської та Асакасинської волостей Ядринського повіту, з переходом на райони 1927 року — спочатку у складі Вурнарського району, у період 1939–1956 років — у складі Калінінського, у період 1956-1962 років — у складі Аліковського району, у період 1962-1965 років — знову у складі Вурнарського, після чого повернуто до складу Аліковського району.

## Господарство
У селі діють клуб та магазин.